# Park Narodowy Stirling Range

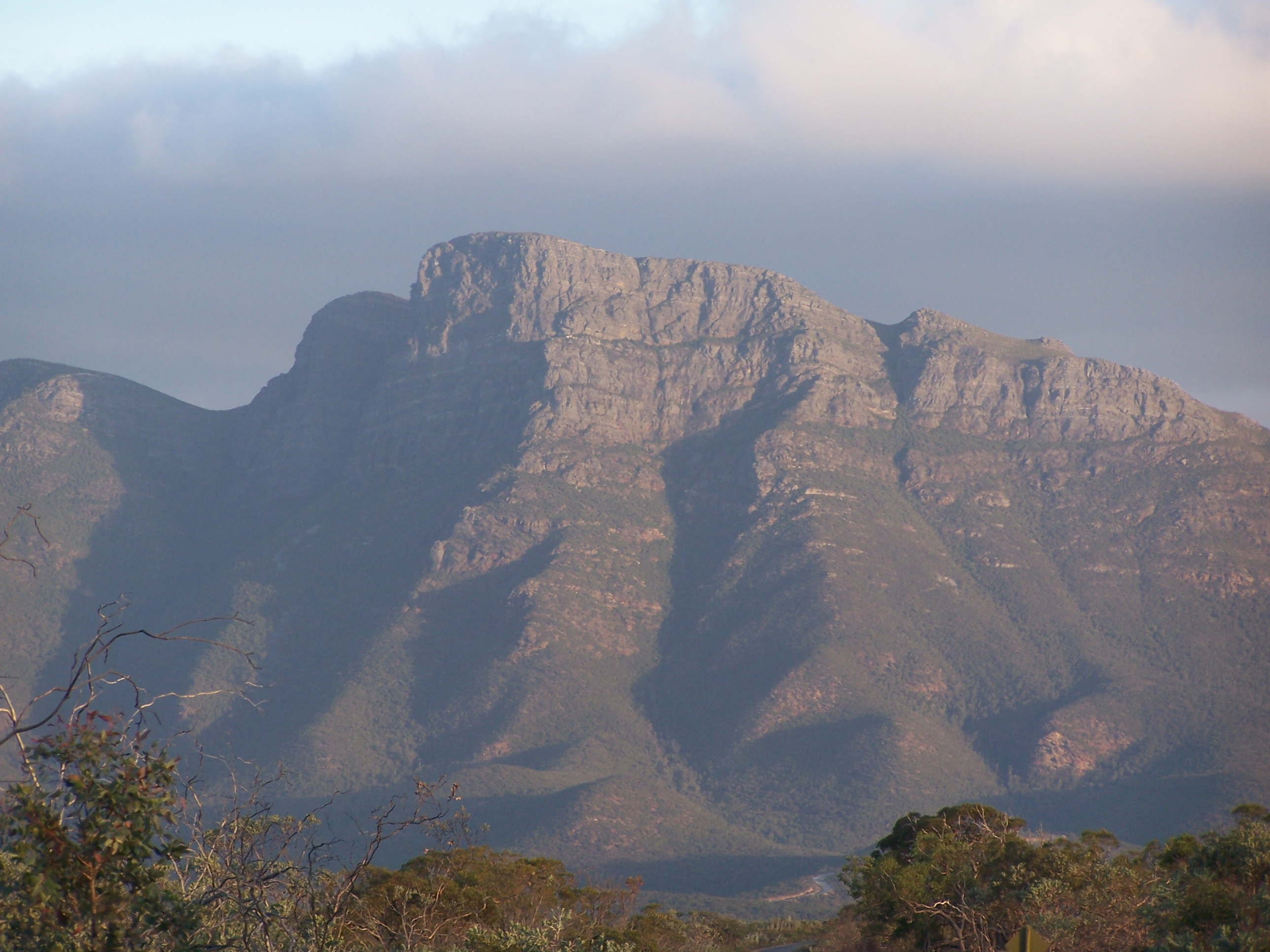
Najwyższy szczyt parku, Bluff Knoll

Park Narodowy Stirling Range – park narodowy położony w australijskim stanie Australia Zachodnia. Powierzchnia parku to 115 920 ha (1159,2 km²). Utworzony został w roku 1957. 15 grudnia 2006 został wpisany na listę krajowego dziedzictwa. 
W parku wydzielone są strefy ściślejszej ochrony (wilderness zone i special conservation areas), na których obowiązują bardziej restrykcyjne zakazy niż w ogólnodostępnej strefie.

## Geografia
Park został utworzony w roku 1957 i miał wtedy powierzchnię 1157 km². Obecnie (2014) park narodowy liczy 1159,2 km² powierzchni. 15 grudnia 2006 został wpisany na listę krajowego dziedzictwa.
Obejmuje pasmo górskie Stirling Range, biegnące równolegle do wybrzeża przez około 80 km. Maksymalna wysokość nad poziomem morza wynosi 1096 m (najwyższym szczytem jest Bluff Knoll). Pasmo obejmuje wiele wyizolowanych szczytów i wzgórz, zbudowanych głównie z piaskowca i łupku ilastego. Na powierzchni skał zachowane są kopalne ripplemarki. Występuje ciepły klimat śródziemnomorski, choć w wyższych partiach gór występują niższe temperatury, wysokie opady deszczu lub – rzadko – opady śniegu. Gleby parku mało żyzne. Na południowo-wschodnich krańcach parku znajduje się kilka jezior.

## Flora
Wyróżnić można 5 obszarów roślinnych na terenie parku: skrub, malee-heath (mallee odnosi się do niektórych eukaliptusów, zaś heath do wrzosowisk) na wyższych wysokościach oraz zadrzewienia, mokradła i zbiorowiska roślinne wokół słonych jezior. W parku stwierdzono co najmniej 1500 gatunków roślin nasiennych, z czego 87 jest endemitami Australii; należą do nich między innymi Conospermum floribundum, Isopogon baxteri, Isopogon latifolius i Banksia solandri. Szczególnie bogate w gatunki (w skali krajowej) są tu dwie rodziny: mirtowate (np. eukaliptusy) i srebrnikowate (jak banksje). Prócz tego występują przedstawiciele rodzaju Stirlingia (ang. „blueboys”), Hakea victoria, Banksia tridentata oraz gatunki z rodzaju Darwinia - spośród 10 stwierdzonych w parku, 9 występuje tylko w Stirling Range. Z eukaliptusów wymienić można Eucalyptus wandoo, Eucalyptus staeri, Eucalyptus marginata, zaś z pozostałych roślin Nuytsia ﬂoribunda (gązewnikowate; nazywana „Christmas tree”). Wokół parku obecne są pastwiska.

## Fauna
Do ważniejszych przedstawicieli fauny parku należą pająki z infrarzędu ptaszników, ślimaki z rodzaju Bothriembryon (endemicznego dla Australii), skorpiony, zaleszczotki, dżdżownice i równonogi. 

### Teriofauna
Pierwsi badacze stwierdzili na obszarze pasma 39 gatunków ssaków, jednak do początku XXI w. liczba ta spadła o połowę. Do tego spadku oprócz pożarów przyczyniło się wylesienie i presja zdziczałych kotów oraz lisów. Najczęściej spotykani są przedstawiciele takich gatunków, jak kangur szary i kangur zachodni. Rzadsze są m.in. krótkonos brązowy, kuoka krótkoogonowa, pseudomysz popielata, szczur zaroślowy, kitanka lisia, grubogonik australijski, grubogonik białoogonowy, ostronóg nektarowy, chutliwiec żółtostopy, kangur mniejszy, pałaneczka cynamonowa, lasomroczek królewski, nocolubek mniejszy, a także kolczatka australijska. Reintrodukowano dwa gatunki – mrówkożera workowatego i sorkołaza okularowego.

### Awifauna
Obszar parku niemal w całości pokrywa się z obszarem ostoi ptaków IBA o nazwie Stirling Range. Różnicą są niektóre jeziora w południowo-wschodniej części parku, nieujęte przez IBA, oraz niektóre drogi, leżące poza parkiem. Różnica wynosi 4261 ha. Ostoję wyznaczono w roku 2008.
Do gatunków, które zaważyły na tej decyzji, należą dwa zagrożone wyginięciem - żałobnica eukaliptusowa (Zanda latirostris) i żałobnica białosterna (Z. baudinii) - oraz 13 gatunków innych, niezagrożonych. Należą do nich trzy papugi - rozella żółtolica (Platycercus icterotis), pąsogłówka (Purpureicephalus spurius) i księżniczka słoneczna (Polytelis anthopeplus). Pozostałe 10 gatunków należy do wróblowych i są to korołaz rdzawy (Climacteris rufus), chwostka jasnowąsa (Malurus elegans), chwostka świetna (Malurus pulcherrimus), eukaliptusowczyk purpurowy (Lichenostomus cratitius), miodopijek rdzawoszyi (Acanthorhynchus superciliosus), buszówka uboga (Acanthiza inornata), trzaskacz wąsaty (Psophodes nigrogularis), gwizdacz szaropierśny (Eopsaltria griseogularis), gwizdacz białopierśny (E. georgiana) oraz kraśniczek czerwonouchy (Stagonopleura oculata). Z ptaków nieistotnych z punktu widzenia ostoi zaobserwować można orły australijskie (Aquila audax).

## Ochrona i zwiedzanie
Wjazd do parku jest rejestrowany i płatny. Dłuższy pobyt (z noclegiem) czy aktywności inne niż piesza wędrówka wyznaczonymi szlakami również wymaga rejestracji, natomiast samo wejście na niektóre szlaki tego nie wymaga. W strefie Wilderness Area obowiązują większe ograniczenia niż w części przeznaczonej do zwykłego zwiedzania, a do stref Special Conservation Area wstęp jest w ogóle zabroniony. Ponadto istnieją ograniczenia związane z ochroną roślin przed infekcją lęgniowca z rodzaju Phytophtora.
Na terenie parku obowiązują przepisy ochrony przyrody. Zakazane jest niszczenie roślin czy naruszanie skał. Istnieje zakaz wprowadzania zwierząt domowych. Ponieważ brak jest koszy na śmieci, wszelkie odpadki, łącznie z papierem toaletowym, muszą być zabierane poza obszar parku. Zakazane jest organizowanie biwaków poza wydzielonym polem kempingowym przy Moingup Spring, karawaning jest dozwolony, ale brak jest infrastruktury mu sprzyjającej (np. pryszniców). Wyznaczono kilka miejsc dostosowanych do pikników oraz kilka miejsc z toaletami. Prywatne pola kempingowe i karawaningowe mieszczą się przy północnej granicy parku. Nawet na polu kempingowym zakazane jest rozpalanie ognisk, udostępniane są natomiast kuchenki gazowe.
Wyznaczone są następujące szlaki piesze (stan na rok 2010):
- Bluff Knoll – klasa 4 (w sześciostopniowej skali trudności), 6 km (tam i z powrotem), 3-4 godziny, prowadzący na szczyt o tej nazwie – najwyższy punkt na południu Australii Zachodniej (1095 m n.p.m.), punkt widokowy;
- Mount Trio – klasa 4, 3,5 km (tam i z powrotem), 3 godziny, prowadzący na szczyt o tej nazwie (856 m n.p.m.), punkt widokowy na Toolbrunup Peak i sąsiadujące z nim szczyty;
- Mount Hassell – klasa 4, 3 km (tam i z powrotem), 3 godziny, prowadzący na szczyt o tej nazwie (827 m n.p.m.), punkt widokowy na Toolbrunup Peak;
- Toolbrunup Peak – klasa 5, 4 km (tam i z powrotem), 3 godziny, prowadzący na szczyt o tej nazwie (1052 m n.p.m.), punkt widokowy;
- Mount Magog – klasa 5, 7 km (tam i z powrotem), 3-4 godziny, prowadzący na szczyt o tej nazwie (856 m n.p.m.), punkt widokowy;
- Talyuberlup – klasa 5, 2,6 km (tam i z powrotem), 2 godziny, prowadzący na szczyt o tej nazwie (783 m n.p.m.), punkt widokowy na pasma Stirling i Porongurup.

Prowadzona jest ochrona czynna rodzimej fauny parku polegająca na zwalczaniu lisa przez wykładanie zatrutych przynęt oraz reintrodukcji wymarłych lokalnie gatunków.